# Nacaeus brasiliensis
Nacaeus brasiliensis är en skalbaggsart som beskrevs av Ulrich Irmler 2003. Nacaeus brasiliensis ingår i släktet Nacaeus och familjen kortvingar. Inga underarter finns listade i Catalogue of Life.